# Lothar Berg
Lothar Berg (Stettin, 28 de julho de 1930 – Rostock, 27 de julho de 2015) foi um matemático alemão.

## Vida

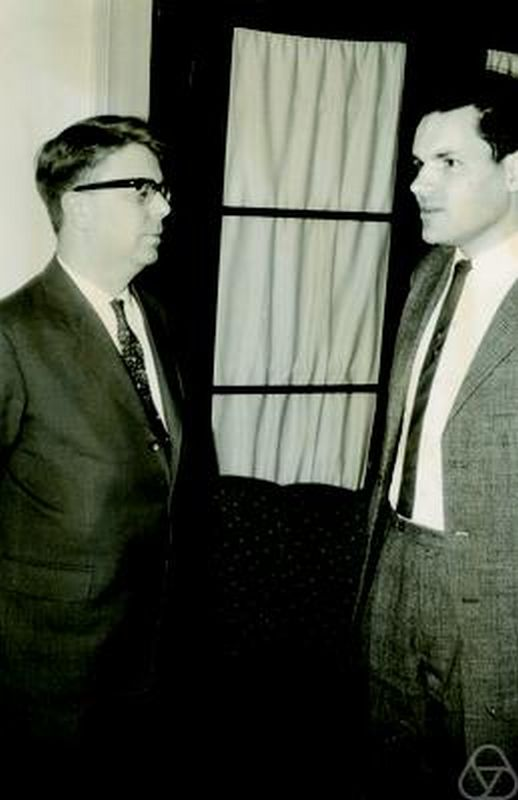
Wolfgang Engel (esquerda) com Lothar Berg (direita), Rostock 1967

Lothar Berg fez o Abitur em 1949 em Neustrelitz e estudou matemática e física na Universidade de Rostock, onde obteve um doutorado, seguindo para a Universidade Técnica de Ilmenau, inicialmente como Oberassistent e a partir de 1958 como docente.
De 1959 a 1965 foi professor de matemática na Universidade de Halle-Wittenberg. De 1965 até aposentar-se em 1996 foi professor de análise na Universidade de Rostock.
Lothar Berg foi de 1981 a 1990 membro diretor da Mathematische Gesellschaft der Deutschen Demokratischen Republik e eleito em 1970 membro da Academia Leopoldina.

## Obras
- Einführung in die Operatorenrechnung. Berlim 1962
- Asymptotische Darstellungen und Entwicklungen (= Hochschulbücher für Mathematik. Volume 66). Berlim 1968
- Operatorenrechnung I. Algebraische Methoden. Berlim 1972
- Operatorenrechnung II. Funktionentheoretische Methoden. Berlim 1974
- Differenzengleichungen zweiter Ordnung mit Anwendungen. Berlim 1979
- Lineare Gleichungssysteme mit Bandstruktur. Berlim 1986

## Traduções
- Summen-, Produkt- und Integral-Tafeln de "Gradshteyn-Ryzhik"
- Lehrgang der höheren Mathematik de Vladimir Smirnov